# Amietophrynus xeros
Amietophrynus xeros är en groddjursart som först beskrevs av Tandy, Tandy, Keith och Duff-MacKay 1976.  Amietophrynus xeros ingår i släktet Amietophrynus och familjen paddor. IUCN kategoriserar arten globalt som livskraftig. Inga underarter finns listade i Catalogue of Life.